# Lichte industrie
Lichte industrie is industrie die kleine consumptiegoederen produceert. Ze is doorgaans minder kapitaalintensief dan zware industrie en meer direct op de consument gericht. De producten van lichte industrie worden gemaakt voor de eindgebruikers, niet zozeer als half afgewerkte producten die dan door andere bedrijven verwerkt worden. Lichte industrie vervuilt meestal minder, waardoor ze bij de zonering op minder obstakels stuit dan de zware industrie.
Voorbeelden van lichte industrie zijn de productie van kleding, meubels, consumentenelektronica en huishoudtoestellen.